# Tørskind grusgrav

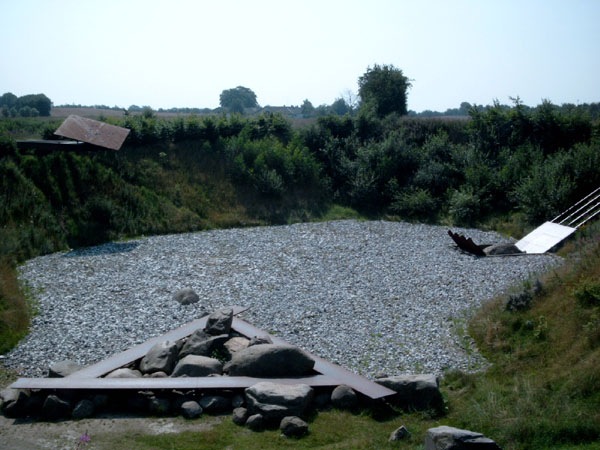
Skulpturer i Tørskind: uppe till vänster Fremspring, till höger Opspring

Tørskind grusgrav är en skulpturpark vid Vejle Ådal, nära Egtved, i Danmark.
Tørskind grusgrav är ett tidigare grustag, vilket har konverterats till en skulpturpark med verk i stål, granit och timmer av Robert Jacobsen och hans elev, fransmannen Jean Clareboudt (1944-97) under loppet av femårsperioden 1986-91. Skulpturparkens tema är solens gång över himlen under en dag.

## Verk i Tørskind grusgrav
- Skrå i bunden
- Fremspring
- Opspring
- Skrå i højden
- Saturns hår
- Tycho Brahe
- Tørskindmanden